# Meson

Tredimensionell ordning av 15 mesoner. Upp-ner i bilden visar antalet charmkvarkar i mesonerna. In-ut ur bilden visar antalet särkvarkar. Höger-vänster i bilden visar skillnaden mellan antalet upp- och nerkvarkar.

Mesoner, från grekiskans μεσος, mesos, "halv", är subatomära partiklar som är uppbyggda av en kvark och en antikvark. 
De tillhör gruppen hadroner - partiklar uppbyggda av kvarkar. Bland hadronerna skiljer man mellan mesoner och baryoner. Den främsta skillnaden är att medan mesoner är uppbyggda av en kvark och en antikvark, så är baryonerna uppbyggda av tre kvarkar (eller tre antikvarkar). Detta gör också att mesoner har heltaligt spinn, medan baryoner har halvtaligt. Det heltaliga spinnet gör att mesonerna är bosoner, så att Pauliprincipen inte gäller dem. Därför kan de i vissa sammanhang fungera som kraftpartiklar inom atomkärnan.
Eftersom mesonerna är uppbyggda av kvarkar påverkas de av både svag växelverkan och stark växelverkan. Mesoner med elektrisk nettoladdning påverkas också av elektromagnetisk växelverkan. I princip påverkas de även av gravitation, men detta är försumbart i praktiken.
Mesoner klassificeras på grundval av sitt kvarkinnehåll, sitt totala spinn, sin paritet, och flera andra kvantegenskaper som särtal och C-paritet. Samtliga mesoner är instabila, och sönderfaller inom en bråkdel av en sekund till stabila partiklar som till exempel elektroner eller fotoner. Många lever dock länge nog för att kunna studeras och hanteras i partikelacceleratorer eller kosmisk strålning.
Överlag väger mesoner mindre än baryoner, och är därför lättare att producera i partikelkollisioner. Till exempel upptäcktes charmkvarken först i en meson, J/ψ, år 1974, och bottenkvarken i mesonen ϒ år 1977.  Motsvarande baryoner observerades inte förrän många år senare.
Varje meson har en motsvarande antimeson, där kvarken i mesonen är utbytt mot motsvarande antikvark, och antikvarken mot motsvarande kvark.  En positiv pimeson (π+) består till exempel av en uppkvark och en antinerkvark.  Dess antimeson (π−) består i stället av en antiuppkvark och en nerkvark.
Mesoner kan bildas genom att sätta ihop vilken som helst av de sex kända kvarkarna, med vilken som helst antikvark, med några undantag:
- Den sjätte kvarken, toppkvarken, bildar inte mesoner, den sönderfaller snabbare än den hinner sättas ihop med något.
- Kombinationer av två likadana eller lika laddade lätta kvarkar (u,d,s) blir extra komplicerat, eftersom kombinationerna blandar sig med varandra.

## Lista över mesoner
Tabellerna nedan tar upp alla kända och förutsagda pseudoskalära mesoner (JP = 0−) och vektormesoner (JP  = 1−).
Symbolerna i tabellerna är:: I (isospinn), J (spinn), P (paritet), C (C-paritet), G (G-paritet), u (uppkvark), d (nerkvark), s (särkvark), c (charmkvark), b (bottenkvark), Q (laddning), B (baryontal), S (särtal), C (charmtal), and B′ (bottental).
Ur varje par av meson och antimeson finns bara den ena med i tabellen.  För att få motsvarande antimeson, byt kvarkarna till antikvarkar och vice versa, och byt tecken på Q, B, S, C, and B′ (men inte på alla andra egenskaper, som är samma för meson och antimeson). Partiklar med † vid sitt namn förutsägs existera enligt standardmodellen men har inte observerats. Värden i rött har inte fastställts i experiment, men är teoretiska förutsägelser som inte motsägs av experiment.

### Pseudoskalära mesoner
| Partikelnamn     | Partikel- symbol | Antipartikel- symbol | Kvark innehåll                                                                           | Vilomassa (MeV/c2) | IG  | JPC | S   | C  | B' | Medellivslängd (s)      | Brukar sönderfalla till (>5% av sönderfall)                  |
| ---------------- | ---------------- | -------------------- | ---------------------------------------------------------------------------------------- | ------------------ | --- | --- | --- | -- | -- | ----------------------- | ------------------------------------------------------------ |
| Pion             | π+               | π−                   | ud                                                                                       | 139.57018±0.00035  | 1−  | 0−  | 0   | 0  | 0  | 2.6033±0.0005×10−8      | μ+ + νμ                                                      |
| Pion             | π0               | Self                 | {\displaystyle \mathrm {\tfrac {u{\bar {u}}-d{\bar {d}}}{\sqrt {2}}} \,}[a]              | 134.9766±0.0006    | 1−  | 0−+ | 0   | 0  | 0  | 8.4±0.6×10−17           | γ + γ                                                        |
| Eta-meson        | η                | Self                 | {\displaystyle \mathrm {\tfrac {u{\bar {u}}+d{\bar {d}}-2s{\bar {s}}}{\sqrt {6}}} \,}[a] | 547.853±0.024      | 0+  | 0−+ | 0   | 0  | 0  | 5.0±0.3×10−19[b]        | γ + γ or π0 + π0 + π0 eller π+ + π0 + π−                     |
| Eta-prim-meson   | η′(958)          | Self                 | {\displaystyle \mathrm {\tfrac {u{\bar {u}}+d{\bar {d}}+s{\bar {s}}}{\sqrt {3}}} \,}[a]  | 957.78±0.06        | 0+  | 0−+ | 0   | 0  | 0  | 3.2±0.2×10−21[b]        | π+ + π− + η or (ρ0 + γ) / (π+ + π− + γ) or π0 + π0 + η       |
| Charm-eta-meson  | ηc(1S)           | Self                 | c                                                                                        | 2 980.5±1.2        | 0+  | 0−+ | 0   | 0  | 0  | 2.4±0.3×10−23[b]        | Se ηc decay modes                                            |
| Botten-eta-meson | ηb(1S)           | Self                 | b                                                                                        | 9 388.9±4          | 0+  | 0−+ | 0   | 0  | 0  | Okänd                   | Se ηb decay modes                                            |
| Kaon             | K+               | K−                   | us                                                                                       | 493.677±0.016      | 1⁄2 | 0−  | 1   | 0  | 0  | 1.2380±0.0021×10−8      | μ+ + νμ or π+ + π0 or π0 + e+ + νe                           |
| Kaon             | K0               | K0                   | ds                                                                                       | 497.614±0.024      | 1⁄2 | 0−  | 1   | 0  | 0  | [c]                     | [c]                                                          |
| K-kort           | K0S              | Self                 | {\displaystyle \mathrm {\tfrac {d{\bar {s}}-s{\bar {d}}}{\sqrt {2}}} \,}[e]              | 497.614±0.024[d]   | 1⁄2 | 0−  | (*) | 0  | 0  | 8.953±0.005×10−11       | π+ + π− or π0 + π0                                           |
| K-lång           | K0L              | Self                 | {\displaystyle \mathrm {\tfrac {d{\bar {s}}+s{\bar {d}}}{\sqrt {2}}} \,}[e]              | 497.614±0.024[d]   | 1⁄2 | 0−  | (*) | 0  | 0  | 5.116±0.020×10−8        | π± + e∓ + νe or π± + μ∓ + νμ or π0 + π0 + π0 or π+ + π0 + π− |
| D meson          | D+               | D−                   | cd                                                                                       | 1 869.62±0.20      | 1⁄2 | 0−  | 0   | +1 | 0  | 1.040±0.007×10−12       | Se D+ decay modes                                            |
| D meson          | D0               | D0                   | cu                                                                                       | 1 864.84±0.17      | 1⁄2 | 0−  | 0   | +1 | 0  | 4.101±0.015×10−13       | Se D0 decay modes                                            |
| Ds meson         | D+s              | D−s                  | cs                                                                                       | 1 968.49±0.34      | 0   | 0−  | +1  | +1 | 0  | 5.00±0.07×10−13         | Se D+s decay modes                                           |
| B meson          | B+               | B−                   | ub                                                                                       | 5 279.15±0.31      | 1⁄2 | 0−  | 0   | 0  | +1 | 1.638±0.011×10−12       | Se B+ decay modes                                            |
| B meson          | B0               | B0                   | db                                                                                       | 5 279.5±3          | 1⁄2 | 0−  | 0   | 0  | +1 | 1.530±0.009×10−12       | Se B0 decay modes                                            |
| Bs meson         | B0s              | B0s                  | sb                                                                                       | 5 366.3±0.6        | 0   | 0−  | −1  | 0  | +1 | 1.472+0.024−0.026×10−12 | Se B0s decay modes                                           |
| Bc meson         | B+c              | B−c                  | cb                                                                                       | 6 277±6            | 0   | 0−  | 0   | +1 | +1 | 4.5±0.4×10−13           | Se B+c decay modes                                           |

[a] ^  Sammansättning inte exakt, på grund av ändliga kvarkmassor.

[b] ^  Källan ger resonansbredden (Г). Här räknas den om till medellivslängd med t = ħ⁄Γ istället.

[c] ^ Starkt egentillstånd. Odefinierad medellivslängd. (se not om kaoner nedan) 

[d] ^  Massan för K0L och K0S ges som massan för K0. Det är dock väl känt att det finns en masskillnad på 2.2×10−11 MeV/c2mellan K0L och K0S.

[e] ^ Svagt egentillstånd. Sammansättningen saknar en liten CP-brytande term (se not om kaoner nedan).

### Vektormesoner
| Partikelnamn      | Partikel- symbol | Antipartikel- symbol | Kvark innehåll                                                           | Vilomassa (MeV/c2) | IG  | JPC | S  | C  | B' | Medellivslängd (s)   | Brukar sönderfalla till (>5% av sönderfall)      |
| ----------------- | ---------------- | -------------------- | ------------------------------------------------------------------------ | ------------------ | --- | --- | -- | -- | -- | -------------------- | ------------------------------------------------ |
| Laddad rho-meson  | ρ+(770)          | ρ−(770)              | ud                                                                       | 775.4±0.4          | 1+  | 1−  | 0  | 0  | 0  | ~4.5×10−24[f][g]     | π± + π0                                          |
| Neutral rho-meson | ρ0(770)          | Self                 | {\displaystyle \mathrm {\tfrac {u{\bar {u}}-d{\bar {d}}}{\sqrt {2}}} \,} | 775.49±0.34        | 1+  | 1−− | 0  | 0  | 0  | ~4.5×10−24[f][g]     | π+ + π−                                          |
| Omega meson       | ω(782)           | Self                 | {\displaystyle \mathrm {\tfrac {u{\bar {u}}+d{\bar {d}}}{\sqrt {2}}} \,} | 782.65±0.12        | 0−  | 1−− | 0  | 0  | 0  | 7.75±0.07×10−23[f]   | π+ + π0 + π− or π0 + γ                           |
| Fi meson          | φ(1020)          | Self                 | s                                                                        | 1 019.445±0.020    | 0−  | 1−− | 0  | 0  | 0  | 1.55±0.01×10−22[f]   | K+ + K− or K0S + K0L or (ρ + π) / (π+ + π0 + π−) |
| J/Psi             | J/ψ              | Self                 | c                                                                        | 3 096.916±0.011    | 0−  | 1−− | 0  | 0  | 0  | 7.1±0.2×10−21[f]     | See J/ψ(1S) decay modes                          |
| Ypsilon-meson     | ϒ(1S)            | Self                 | b                                                                        | 9 460.30±0.26      | 0−  | 1−− | 0  | 0  | 0  | 1.22±0.03×10−20[f]   | See ϒ(1S) decay modes                            |
| Kaon              | K∗+              | K∗−                  | us                                                                       | 891.66±0.026       | 1⁄2 | 1−  | 1  | 0  | 0  | ~7.35×10−20[f][g]    | See K∗(892) decay modes                          |
| Kaon              | K∗0              | K∗0                  | ds                                                                       | 896.00±0.025       | 1⁄2 | 1−  | 1  | 0  | 0  | 7.346±0.002×10−20[f] | See K∗(892) decay modes                          |
| D meson           | D∗+(2010)        | D∗−(2010)            | cd                                                                       | 2 010.27±0.17      | 1⁄2 | 1−  | 0  | +1 | 0  | 6.9±1.9×10−21[f]     | D0 + π+ or D+ + π0                               |
| D meson           | D∗0(2007)        | D∗0(2007)            | cu                                                                       | 2 006.97±0.19      | 1⁄2 | 1−  | 0  | +1 | 0  | >3.1×10−22[f]        | D0 + π0 or D0 + γ                                |
| Ds meson          | D∗+s             | D∗−s                 | cs                                                                       | 2 112.3±0.5        | 0   | 1−  | +1 | +1 | 0  | >3.4×10−22[f]        | D∗+ + γ or D∗+ + π0                              |
| B meson           | B∗+              | B∗−                  | ub                                                                       | 5 325.1±0.5        | 1⁄2 | 1−  | 0  | 0  | +1 | Okänd                | B+ + γ                                           |
| B meson           | B∗0              | B∗0                  | db                                                                       | 5 325.1±0.5        | 1⁄2 | 1−  | 0  | 0  | +1 | Okänd                | B0 + γ                                           |
| Bs meson          | B∗0s             | B∗0s                 | sb                                                                       | 5 412.8±1.3        | 0   | 1−  | −1 | 0  | +1 | Okänd                | B0s+γ                                            |
| Bc meson†         | B∗+c             | B∗−c                 | cb                                                                       | Okänd              | 0   | 1−  | 0  | +1 | +1 | Okänd                | Okänd                                            |

[f] ^  Källan ger resonansbredden (Г). Här räknas den om till medellivslängd med t = ħ⁄Γ istället. 

[g] ^  Det exakta värdet beror på vilken metod som används.  Se källan för mer detaljer.

### Not om neutrala kaoner
Det finns två komplikationer med neutrala kaoner:
- På grund av tillståndsblandning är K0S och K0L inte egentillstånd vad gäller särtal.  De är däremot egentillstånd för svag växelverkan, vilket avgör hur de sönderfaller, så det är dessa tillstånd som har en väldefinierad medellivslängd.
- De linjärkombinationer som ges i tabellen för K0S och K0L är inte helt exakta, eftersom CP-brott försummas.

Märk väl att samma problem i princip finns även för andra neutrala mesoner med blandad kvarksammansättning. Där har det dock ingen praktisk betydelse i experiment, eftersom livstiderna för samtliga partiklar är mycket kort.